# Грінейкерс (Флорида)
Грінейкерс (англ. Greenacres) — місто (англ. city) в США, в окрузі Палм-Біч штату Флорида. Населення — 43 990 осіб (2020).

## Географія
Грінейкерс розташований за координатами 26°37′39″ пн. ш. 80°8′14″ зх. д. / 26.62750° пн. ш. 80.13722° зх. д. (26.627577, -80.137208).  За даними Бюро перепису населення США в 2010 році місто мало площу 15,19 км², з яких 15,00 км² — суходіл та 0,19 км² — водойми.

## Демографія
Згідно з переписом 2010 року, у місті мешкали 37 573 особи в 14 384 домогосподарствах у складі 9432 родин. Густота населення становила 2473 особи/км².  Було 17249 помешкань (1136/км²).
Расовий склад населення:
| - 67,0 % — білих - 17,0 % — чорних або афроамериканців - 3,0 % — азіатів - 0,7 % — корінних американців - 0,1 % — вихідців з тихоокеанських островів - 9,0 % — осіб інших рас |

До двох чи більше рас належало 3,2 %. Частка іспаномовних становила 38,3 % від усіх жителів.
За віковим діапазоном населення розподілялося таким чином: 24,8 % — особи молодші 18 років, 58,7 % — особи у віці 18—64 років, 16,5 % — особи у віці 65 років та старші. Медіана віку мешканця становила 36,3 року. На 100 осіб жіночої статі у місті припадало 90,6 чоловіків;  на 100 жінок у віці від 18 років та старших — 86,6 чоловіків також старших 18 років.
Середній дохід на одне домашнє господарство  становив 53 349 доларів США (медіана — 44 206), а середній дохід на одну сім'ю — 58 527 доларів (медіана — 49 705). Медіана доходів становила 32 117 доларів для чоловіків та 31 516 доларів для жінок. За межею бідності перебувало 18,1 % осіб, у тому числі 27,1 % дітей у віці до 18 років та 8,9 % осіб у віці 65 років та старших.
Цивільне працевлаштоване населення становило 18 388 осіб. Основні галузі зайнятості: освіта, охорона здоров'я та соціальна допомога — 22,4 %, роздрібна торгівля — 14,8 %, науковці, спеціалісти, менеджери — 14,2 %.